# Posavina (streek)
Posavina (Servisch, Kroatisch en Bosnisch: Posavina of Посавина, Sloveens: Posavje) is een gebied dat gelegen is in Slovenië, Kroatië, Bosnië en Herzegovina en Servië. Het gebied ligt aan weerszijden van de rivier de Sava, waarnaar het vernoemd is; Posavina betekent "Aan de Sava".
De Sava zorgt ervoor dat het gebied relatief vruchtbaar is.

## Grotere plaatsen in Posavina
Slovenië:
- Kranj
- Ljubljana

Kroatië:
- Zagreb
- Velika Gorica
- Sisak
- Kutina
- Nova Gradiška
- Slavonski Brod
- Županja

Bosnië en Herzegovina:
- Gradiška
- Derventa
- Šamac
- Brcko

Servië:
- Sremska Mitrovica
- Šabac
- Obrenovac
- Belgrado

De Kroatische provincie Brod-Posavina en het Bosnische kanton Posavina zijn naar de streek vernoemd.